# Villa Carpentier
La Villa Carpentier appelée aussi la Villa Les Platanes est une construction de style Art nouveau réalisée par l'architecte Victor Horta sur le territoire de la ville belge de Renaix en province de Flandre-Orientale (région flamande).

## Situation
Cette villa se trouve en pleine campagne au no 9 de la Doorniksesteenweg (chaussée de Tournai) entre la ville de Renaix et la limite avec la région wallonne distantes chacune d'environ 1 km.

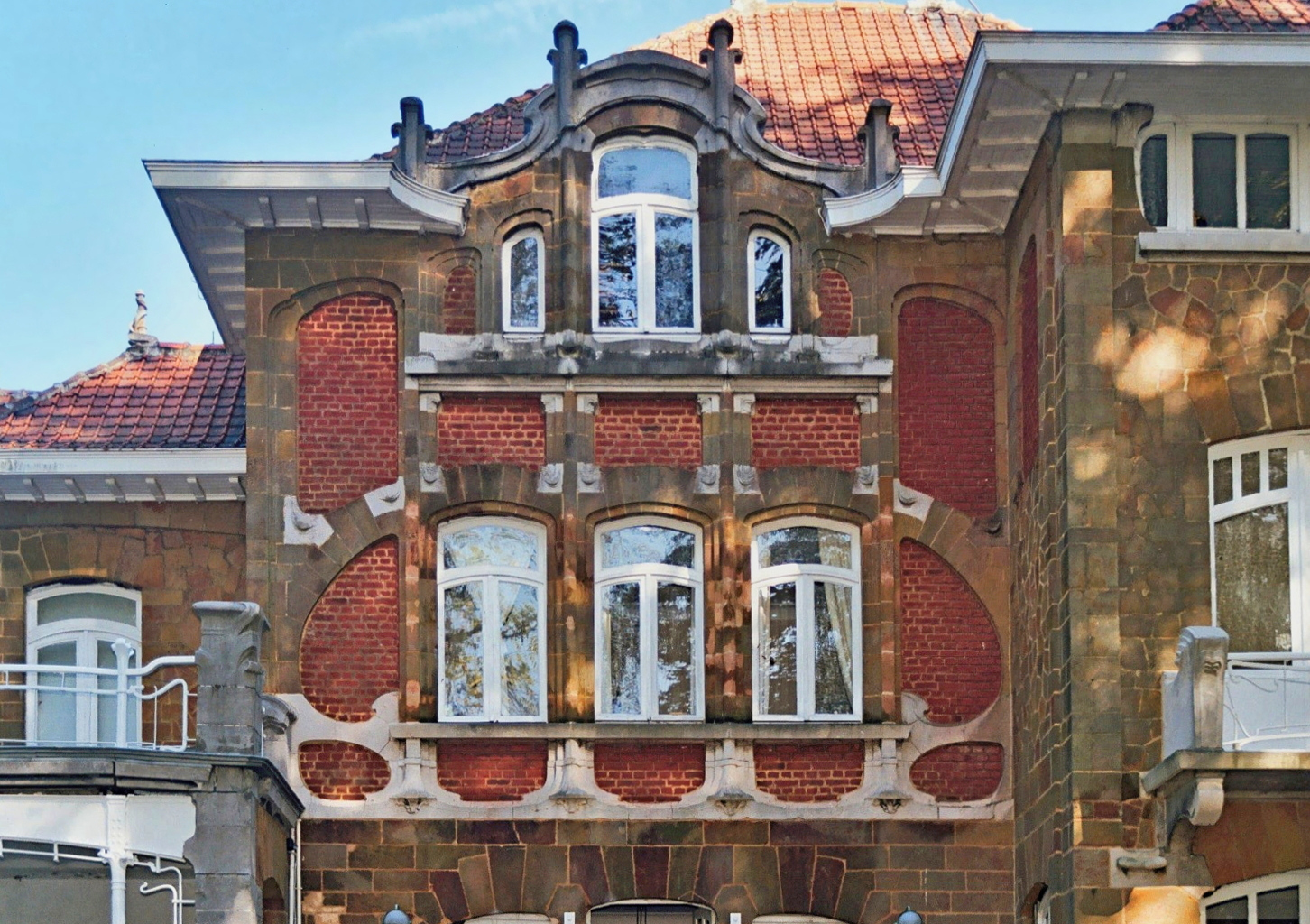
Les baies de la travée centrale.

## Histoire

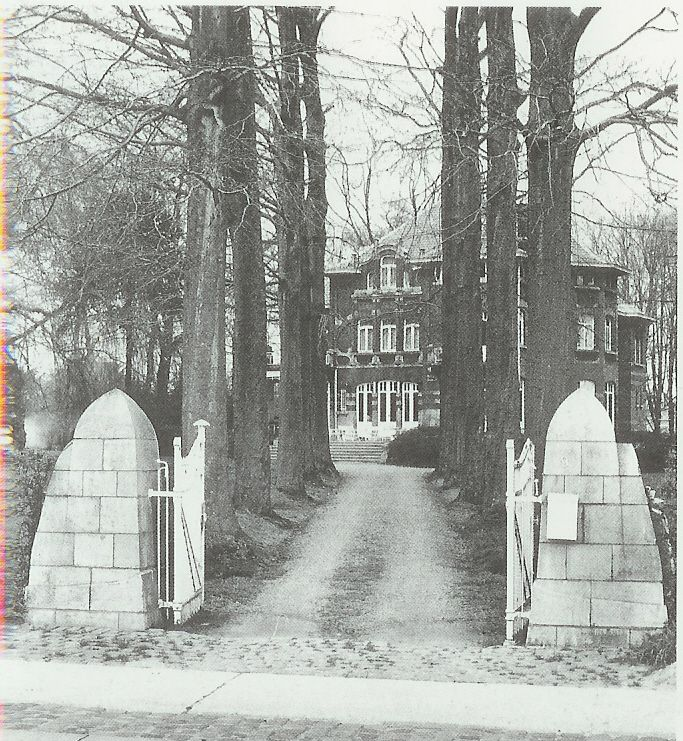
Villa Carpentier (photo Musée Horta).

La construction de cette villa est entamée en 1899. L'architecte est Victor Horta. Les propriétaires de cette demeure sont Valère Carpentier, un industriel fabricant de fils et son épouse Marie Huybrechts. 
Il faudra attendre 1903 pour voir l'achèvement des travaux. Pendant la Seconde Guerre mondiale, la demeure fut successivement occupée par les troupes allemandes, anglaises, puis belges. La villa est classée à l'inventaire du patrimoine de la Région flamande depuis 1983. La villa fut un temps utilisée comme maison avec location de chambres d'hôtes et servit de cadre au film belge en langue néerlandaise Halfweg réalisé par Geoffrey Enthoven et sorti en Belgique le 26 février 2014. La villa et le parc se visitent.

## Description
La Villa Carpentier et ses dépendances (conciergerie, écuries) sont bâties dans un parc arboré d'environ 3 ha. Victor Horta réalise ici un véritable concept global en dessinant les plans de la demeure mais aussi en régentant la décoration intérieure et, chose beaucoup plus rare, en élaborant les plans du parc, la forme de ses allées ainsi que l'implantation et le choix de chaque espèce d'arbre par rapport à la villa.
La façade asymétrique compte trois travées. La travée droite est la plus avancée et la gauche la plus en retrait. La travée centrale est richement décorée de sculptures en pierre bleue et pierre blanche formant une courbe. La travée gauche est précédée d'une terrasse ouverte surmontée d'un balcon orné de fer forgé peint en blanc. La toiture de tuiles rouges de formes et d'inclinaisons différentes comporte des pièces décoratives de plomb, une girouette et des cheminées décoratives. Les matériaux principaux des façades sont la brique rouge et le grès jaune.
L'intérieur est richement décoré dans un style Art nouveau. Entre autres, on peut y voir des vitraux signés Raphaël Évaldre, des peintures murales sur toile exécutées par Albert Ciamberlani et datées de 1902 ainsi qu'une tapisserie signée Émile Fabry et datée elle aussi de 1902.

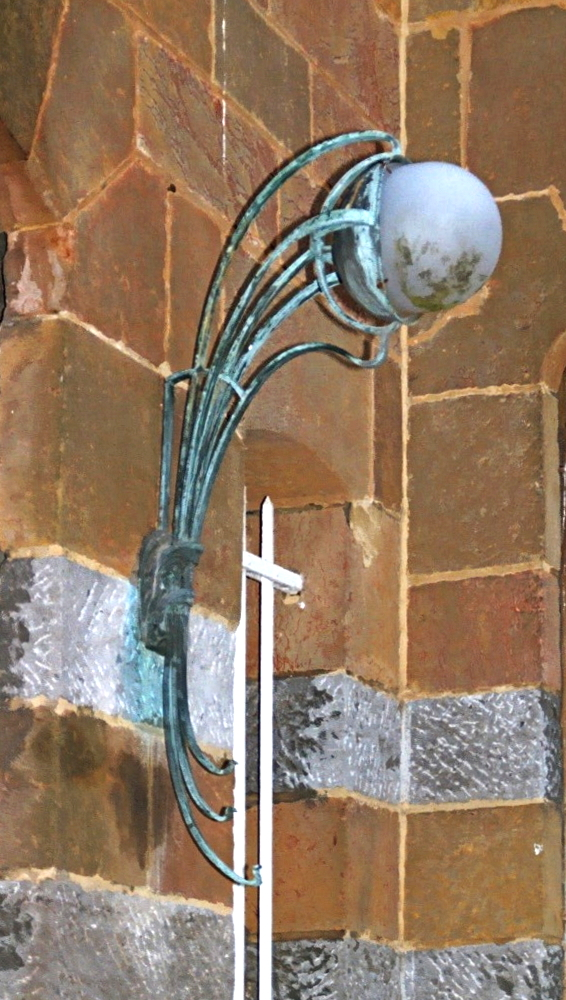
Lampe.
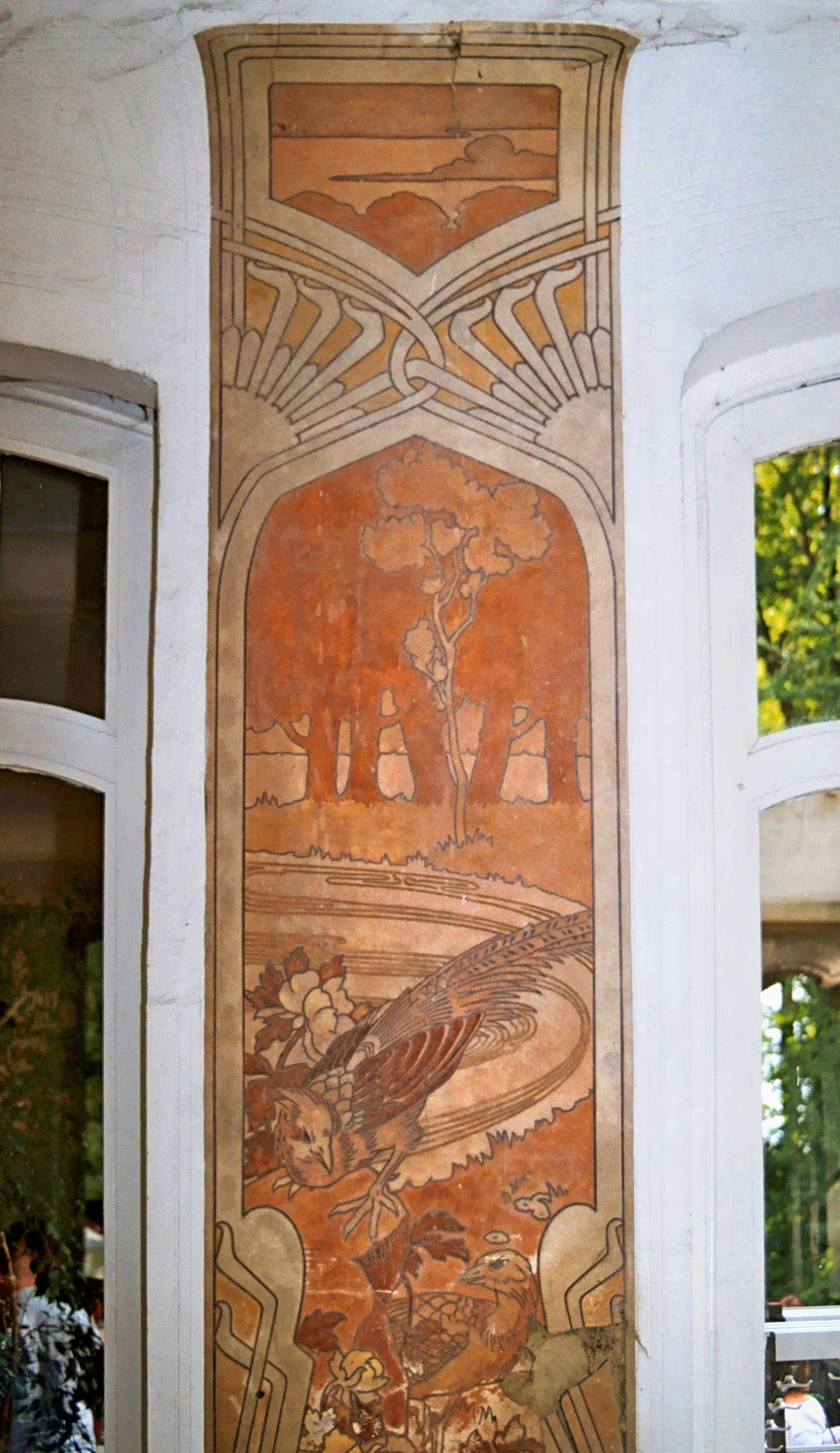
Peinture murale.
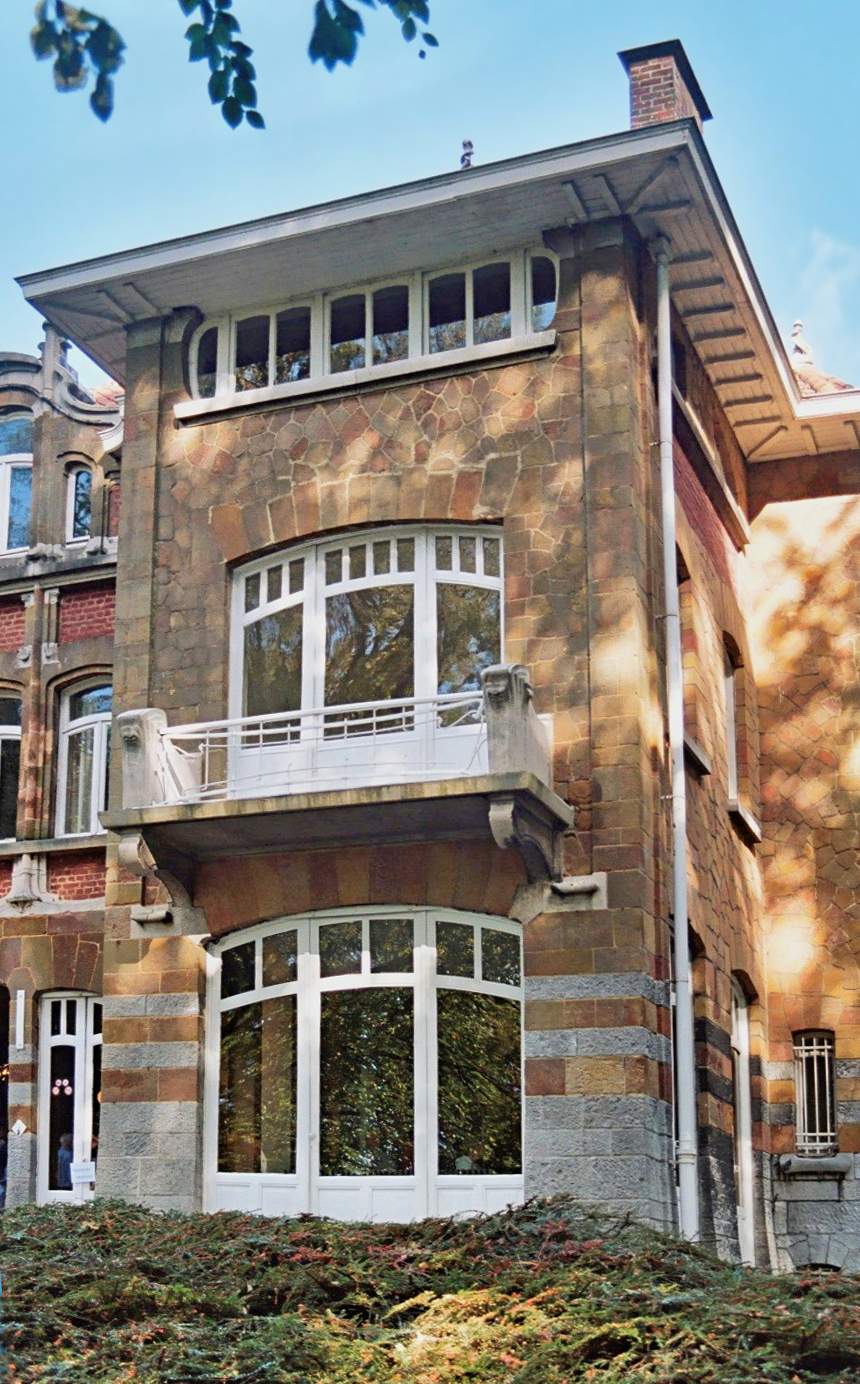
Travée de droite.